# 行為懲罰

将大家鼠關在斯金纳箱裡面，對大家鼠來說是一种惩罚

行为惩罚簡稱惩罚，是指会「弱化」自己行為的某種结果。举例说明，想像現在一隻大家鼠被關在斯金纳箱里面 ，在它每次按下反应杠杆时，都会有电流通过它脚下的电网電擊它，使它感覺疼痛。研究表明，長此以往大家鼠再也不會去觸碰反应杠杆。在這個过程当中，「痛」這個结果就是惩罚，它會弱化了大家鼠「按下反应杠杆」這種行为。簡單來講，惩罚它會「減少某個动物做出某一行为的动力」  。